# Obodnoi
Obodnoi (en rus: Ободной) és un poble (un khútor) de l'óblast de Saràtov, a Rússia, segons el cens del 2010 tenia 163 habitants. Pertany al districte municipal de Rtísxevo.